# برکلی سافتور دیزاین
شرکت برکلی سافتور دیزاین (به انگلیسی: Berkeley Software Design) یا بی‌اس‌دی‌آی (به انگلیسی: BSDi) شرکتی بود که سیستم‌عاملی به نام بی‌اس‌دی/اواس را توسعه می‌داد، مجوزهایی برای این سیستم‌عامل به فروش می‌رساند و از این سیستم‌عامل پشتیبانی به عمل می‌آورد. بی‌اس‌دی/اوس که با نام بی‌اس‌دی/۳۸۶ هم شناخته می‌شود، یکی از گونه‌های تجاری و نیمه‌انحصاری از برکلی یونیکس برای رایانه‌های سازگار با آی‌بی‌ام بود. نام این شرکت، به خاطر شبیه بودن به Berkeley Software Distribution (به معنی توزیع نرم‌افزار برکلی) انتخاب شده است. شرکت بی‌اس‌دی‌آی توسط ریک آدامز و اعضای گروه تحقیقاتی سیستم‌های کامپیوتری از جمله کیث باستیک، مایکل کارلز، مارشال کیرک مک‌کیوسیک، بیل ژولیتز و دون سیلی بنیان نهاده شد.